# Salsola calluna
Salsola calluna là loài thực vật có hoa thuộc họ Dền. Loài này được Drege miêu tả khoa học đầu tiên năm.